# Ipeľské Úľany
Ipeľské Úľany (bis 1948 slowakisch „Fedýmeš“; ungarisch Ipolyfödémes – bis zum 19. Jahrhundert nur Födémes) ist eine Gemeinde im Westen der Slowakei mit 262 Einwohnern (Stand 31. Dezember 2024), die zum Okres Levice, einem Teil des Nitriansky kraj, gehört.

## Geographie
Die Gemeinde befindet sich im südwestlichen Teil der Hochebene Krupinská planina am kleinen Bach Mlynský potok, der über das Flüsschen Olvár zum Einzugsgebiet des Ipeľ gehört, nahe der Staatsgrenze zu Ungarn. Das Ortszentrum liegt auf einer Höhe von 345 m n.m. und ist 19 Kilometer von Šahy sowie 47 Kilometer von Levice entfernt.
Nachbargemeinden sind Plášťovce im Westen und Norden, Hrušov im Nordosten, Kleňany im Osten, über ein Viereck Veľká Ves nad Ipľom im Süden und Šahy (Stadtteil Tešmák) im Südwesten.

## Geschichte

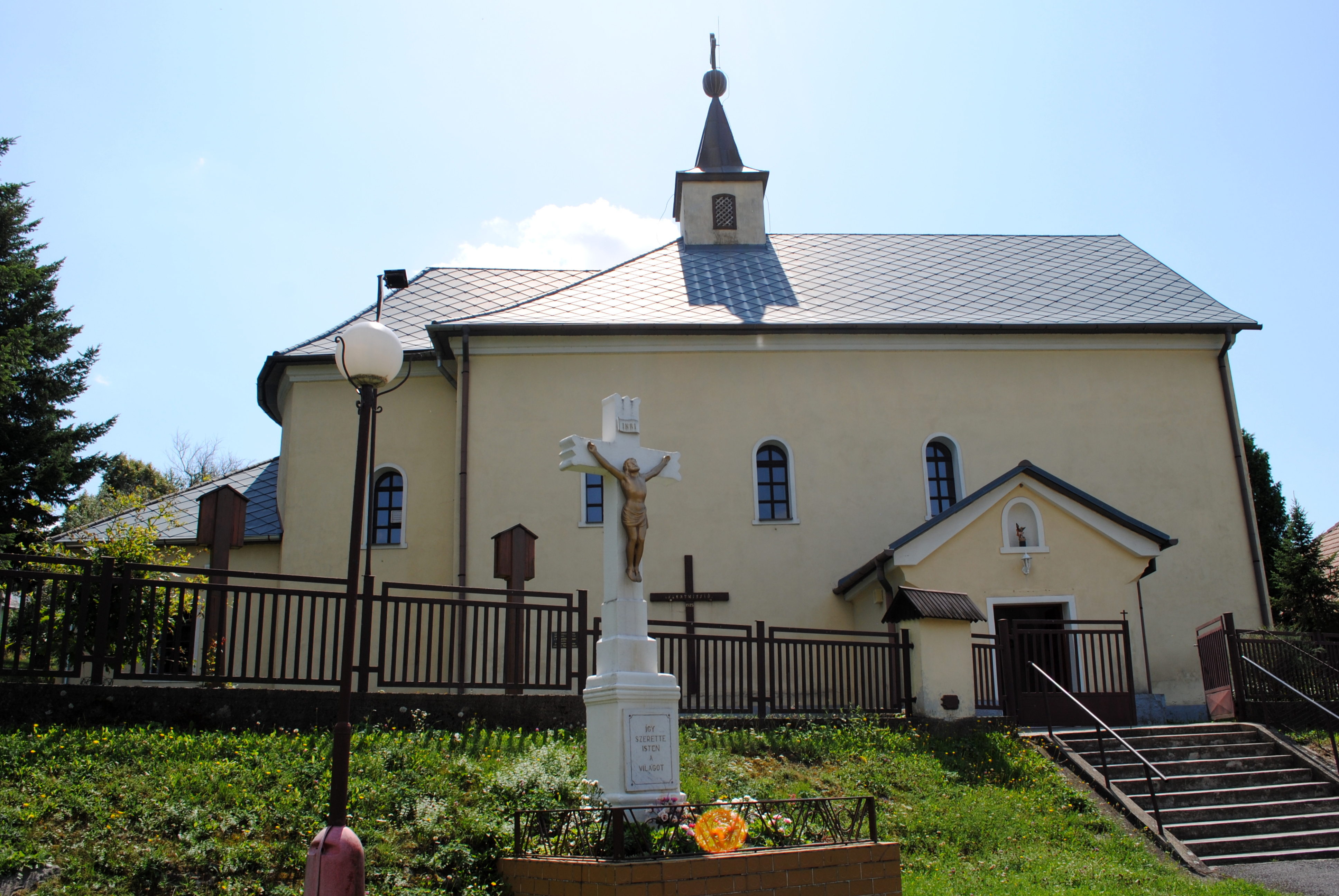
Kirche in Ipeľské Úľany

Ipeľské Úľany wurde zum ersten Mal 1259 als Fedemes schriftlich erwähnt und war damals Besitz des ansässigen Geschlechts Hont und später des Klosters in Šahy. Ab 1482 besaß die Familie Horváth einen Teil der Ortsgüter. Um die Mitte des 16. Jahrhunderts wurde der ursprüngliche Ort von den Türken zerstört und nach 1552 auf einer anderen Stelle im Gemeindegebiet neu gegründet. Dieser war Besitz des Landadels und von Familien wie Szmrecsányi im 18. sowie Coburg, Tersztyánszky, Lipthay, Crony und anderen im 19. Jahrhundert. 1715 gab es eine Mühle und 15 Haushalte, 1828 zählte man 77 Häuser und 462 Einwohner, die als Landwirte, Waldarbeiter und Winzer beschäftigt waren.
Bis 1918 gehörte der im Komitat Hont liegende Ort zum Königreich Ungarn und kam danach zur Tschechoslowakei beziehungsweise heute Slowakei. Auf Grund des Ersten Wiener Schiedsspruchs lag er von 1938 bis 1945 noch einmal in Ungarn.

## Bevölkerung
| Jahr                | 1994 | 2004     | 2014     | 2024    |
| ------------------- | ---- | -------- | -------- | ------- |
| Anzahl der Personen | 415  | 342      | 290      | 262     |
| Unterschied         |      | −17,59 % | −15,20 % | −9,65 % |

| Jahr                | 2023 | 2024    |
| ------------------- | ---- | ------- |
| Anzahl der Personen | 263  | 262     |
| Unterschied         |      | −0,38 % |

Nach der Volkszählung 2011 wohnten in Ipeľské Úľany 301 Einwohner, davon 270 Magyaren, 26 Slowaken und ein Rom. Vier Einwohner machten keine Angabe zur Ethnie.
296 Einwohner bekannten sich zur Römisch-katholischen Kirche. Bei fünf Einwohnern wurde die Konfession nicht ermittelt.

## Bauwerke und Denkmäler
- Ruine einer romanischen Kirche aus dem 13. Jahrhundert zwei Kilometer nördlich des Ortes, gegen 1552 bei einem türkischen Überfall zerstört[6]
- römisch-katholische Kirche Erzengel Michael im Barockstil aus dem Jahr 1757[7]